# Torneo di Wimbledon 1967
Il Torneo di Wimbledon 1967 è stata l'81ª edizione del Torneo di Wimbledon e terza prova stagionale dello Slam per il 1967.
Si è giocato sui campi in erba dell'All England Lawn Tennis and Croquet Club di Wimbledon a Londra, in Gran Bretagna.

## Risultati

### Singolare maschile
John Newcombe ha battuto in finale  Wilhelm Bungert con il punteggio di 6–3, 6–1, 6–1.

### Singolare femminile
Billie Jean King ha battuto in finale  Ann Haydon-Jones con il punteggio di 6–3, 6–4.

### Doppio maschile
Bob Hewitt /  Frew McMillan hanno battuto in finale  Roy Emerson /  Ken Fletcher con il punteggio di 6–2, 6–3, 6–4.

### Doppio femminile
Rosemary Casals /  Billie Jean King hanno battuto in finale  Maria Bueno /  Nancy Richey con il punteggio di 9–11, 6–4, 6–2.

### Doppio misto
Owen Davidson /  Billie Jean King hanno battuto in finale  Ken Fletcher /  Maria Bueno con il punteggio di 7–5, 6–2.

## Junior

### Singolare ragazzi
Manuel Orantes ha battuto in finale  Mike Estep con il punteggio di 6–2, 6–0.

### Singolare ragazze
Judith Salome ha battuto in finale  E.M. Strandberg con il punteggio di 6–4, 6–3.